# Örebro Akvarieklubb
Örebro Akvarieförening är en akvarieföreningen i Örebro grundad 1935.

## Historik

### Grundande
Örebro Akvarieklubb (ÖAK) bildades i september 1935 och vid det första mötet började arbetet med att utarbeta stadgar. Under detta möte fick även föreningen namnet ”Örebro akvarieklubb” När nästa styrelsemöte ägde rum hade föreningen fått ett exemplar av Malmö akvarieförenings stadgar, dessa kom att bli de gällande stadgarna även i Örebro akvarieklubb, dock med vissa ändringar.

### Grundande av SARF
1939 blev Örebro AK inbjudna av Jönköpings Akvarieförening att delta i ett möte som kallades ”Akvarieföreningarnas representantmöte”. Detta möte skulle äga rum 12 november 1939. Föreningen befann sig på plats i Jönköping när mötet genomfördes och på detta möte meddelades det att något som heter ”Svenska akvarieföreningarnas förbund” (idag förkortat SARF) hade bildats. Även syftet med denna organisation togs upp på detta möte. Under det årsmöte som genomfördes i februari år 1940 beslutades det att Örebro Akvarieklubb skulle gå med i Svenska Akvarieföreningarnas riksförbund, detta beslut tas enhälligt efter en stunds diskussion, det beslutades även att årsavgiften till denna förening skulle utgå ur föreningens kassa. Efter missnöje med de ekonomiska avgifterna till förbundet och kostnaden för den obligatoriska tidningen Akvariet lämnade dock Örebro Akvarieklubb SARF på årsmötet 1957. Örebro Akvarieklubb är numera åter medlem av SARF.

## Nuvarande verksamhet

### Måndsmöten
ÖAK har 2023 ca 125 medlemmar och håller nio månadsmöten per år med uppehåll juni, juli och augusti. Maj-mötet brukar hållas utomhus med korvgrillning, decembermötet har det traditionella skinklotteriet som huvudpunkt och under januarimötet hålls ÖAK:s årsmöte. Stående punkter på månadsmöten är fika, auktion, lotteri, frågesport och föreningsangelägenheter. Under året förekommer även flertalet akvaristiska föredrag med tillhörande diskussioner, till exempel om fiskar, växter, räkor eller bildvisning från resor.

### Scalaren
Tidningen Scalaren är Örebro Akvarieklubbs medlemstidning som utkommer med nio nummer per år inför varje medlemsmöte. Den grundades på mötet 1946-02-12 och har kommit ut oavbrutet sedan dess. I protokollet från mötet finns beslutet och inriktningen på tidningen:
Enl. förslag av ordf. och efter en livlig diskussion beslöts att klubben skall göra ett försök att hålla ett medlemsblad, som skall innehålla kåserier, annonser m.m. och där frågor av alla slag ang. fisk kan ventileras. Herrar Claesson och Hoffner valdes till redaktörer för detta medlemsblad, som skall utkomma till varje möte med början nästa möte. Herr Claesson vädjade till alla medlemmar att hjälpa till med bidrag och betonade att det var allas skyldighet att medverka, då det i längden blir omöjligt för två personer att hålla ett medlemsblad vid liv.
I Scalaren publiceras idag föreningsinformation, information om vad som händer inom akvaristiken i Norden, artiklar skrivna av medlemmar och den utgör även kallelsen till medlemsmötena.

### Auktioner
Örebro Akvarieklubb håller två storauktioner per år i april och oktober. De har köpare och säljare från både Sverige och Norge. På auktionerna och de tillhörande fastprisborden säljs allt med anknytning till akvaristik som fiskar, växter, räkor, snäckor, akvarier, tillbehör mm. 

### Resor
Under åren har Örebro Akvarieklubb arrangerat många resor för sina medlemmar, både inom landet och ner på kontinenten. 